# Generation
《Generation》是TripleS小分隊Acid Angel from Asia的出道單曲，於2022年10月28日隨首張迷你專輯《ACCESS》發行，由Modhaus與Kakao娛樂發行。這首歌融合Future Bass與Hip-Hop風格，搭配重低音與夢幻般的歌唱和說唱。

## 背景與發行
2022年9月16日，TripleS宣布將開始準備小分隊的出道活動，每個小分隊由四名成員組成。這兩個小分隊分別命名為Acid Angel from Asia與+(KR)ystal Eyes，其中Acid Angel from Asia率先於10月展開活動。小分隊的成員組合是由粉絲投票決定的，最終Acid Angel from Asia正式以首張迷你專輯《ACCESS》於2022年10月28日出道。

## 歌曲創作
這首歌由鄭炳基與 El Capitxn 共同創作，Vendors (Nano) 以及 Maria Marcus 參與作曲與編曲。這首歌是一首舞曲風格的作品，融合了快節奏的House節拍與搖滾吉他元素。歌詞傳達只要勇敢挑戰、保持健康且自信的能量，就能克服困難、實現目標的概念。這首歌採用 E小調，速度為 每分鐘120拍 (BPM)。

## 商業表現
這首歌在韓國Gaon下載榜上首次登場時排名第98名（2022年6月19日至25日的榜單）。
在紐西蘭，這首歌於2022年11月7日進入RMNZ熱門單曲榜（Hot Singles Chart），初登場排名第98名，並在之後最高攀升至第34名。

## 製作與人員名單
- 演唱：Acid Angel from Asia[8]
- 和聲：ADORA
- 作詞：鄭炳基與、Kim Sung-woo
- 作曲：El Capitxn、Vendors (Nano)、Maria Marcus、Louise Frick Sveen
- 編曲：El Capitxn、Vendors (Nano)
- 數位編輯與錄音工程：Minjeong Woo（錄音室：doobdoob studio）
- 混音：Taeseob Lee（混音室：gateway studio）
- 母帶後期處理：Namwoo Kwon（母帶處理室：821 Sound Mastering）

## 榜單
| Chart (2022)                   | Peak position |
| ------------------------------ | ------------- |
| New Zealand Hot Singles (RMNZ) | 34            |
| South Korea (Circle)           | 194           |

## 發行歷史
| 發行地區 | 發行日期       | 發行形式                       | 廠牌              |
| -------- | -------------- | ------------------------------ | ----------------- |
|          | 2022年10月28日 | 數位音樂下載 串流媒體 宣傳單曲 | Modhaus Kakao娛樂 |
| 全球     | 2022年10月28日 | 數位音樂下載 串流媒體 宣傳單曲 | Modhaus Kakao娛樂 |